# Уайт, Данкан
Данкан Уайт (англ. Duncan White, 1 марта 1918 года — 3 июля 1998 года) — легкоатлет, первый призёр Олимпийских игр в истории Шри-Ланки. Член ордена Британской империи. В 1998 году получил титул «Дешамань» от Президента Шри-Ланки.
Родился в 1918 году в Латхпандуре, что возле города Калутара, в британской колонии Цейлон. Потомок бюргеров — детей от смешанных браков шри-ланкийцев с голландцами. Он учился в Тринити-колледже (англ.) в Канди и за успехи в лёгкой атлетике получил там награду «Золотой лев», которой впоследствии был лишён за нарушение дисциплины.
В феврале 1948 года Доминион Цейлон получил независимость, и Дункан Уайт выступил в составе команды Цейлона на летних Олимпийских играх 1948 года в Лондоне, где завоевал серебряную медаль в беге на 400 метров с барьерами, уступив лишь 0,7 секунды чемпиону, американцу Рою Кочрену.
Когда Уайт вернулся на Цейлон, то на специальной церемонии в Тринити-колледже ему торжественно вернули его «Золотого льва». В речи, посвящённой этому событию, Уайт сказал, что хотя олимпийская медаль и является более престижной, но ему гораздо приятнее получить «Льва», которого он был лишён ранее. Правительство Цейлона наградило его обучением в Университете Лафборо.
В 1950 году на Играх Британской Империи в Окленде Уайт завоевал золотую медаль в беге на 440 ярдов с барьерами. Его результат лишь на 0,3 секунды уступал мировому рекорду.
С 1963 года занял должность лектора в Нигерийском университете (англ.) и в том же году стал старшим лектором в Ибаданском университете.